# Hrvatsko veleposlanstvo u Canberri 1977. – 1978.
Skupina hrvatskih emigranata u Australiji otvorili su u Canberri 29. studenog 1977. veleposlanstvo kao odraz protesta prema tadašnjoj SFRJ na tretman Hrvata osobito poslije pokreta Hrvatsko proljeće, i upada Bugojanske skupine 1972.  Prvi otpravnik poslova bio je Marijo Dešpoja. Otvaranje Hrvatske ambasade izazvala je burnu rekaciju u SFRJ, dok u Australji reakcija je bila podijeljena. Pokušaji zatvaranja Hrvatske ambasade nisu uspjeli od strane policije, jer u legalnom sistemu Australije ova diplomatsko predstavništvo nije prekršavalo nikakve postojeće zakone. Da bi se ova situacija ispravila pokrenut je postupak u Parlamentu, nakon žućne debate izglasan je novi zakon Diplomatic and Consular Mission Act koji je stupio na snagu 24. kolovoza 1978.